# Competències a la Segona República Espanyola
Les competències a la Segona República Espanyola són les capacitats legislatives assignades a diferents administracions de l'Estat espanyol del període històric de la Segona República Espanyola. La seua distribució estava delimitada per la Constitució espanyola de 1931. Les regles per a distribuir les competències eren més precises que les establides en la Constitució espanyola de 1978.

## Distribució de les competències
El repartiment de les competències marcat en la Constitució va estar marcat per la influència de l'Estatut de Catalunya, anterior a la constitució.
L'estat central tenia les competències que foren assignades com a exclusives mitjançant llei orgànica més les competències assignades en la Constitució. L'article 14 establia les competències (legislatives i executives) exclusives de l'Estat central i l'article 15 establia les matèries que eren competència legislativa exclusiva de l'estat central i permetia la competència executiva per part de les regions autònomes. L'article 16 establia que les regions autònomes podien assumir competències exclusives legislatives i executives amb els seus estatuts d'autonomia sobre les matèries que no estigueren en cap de les llistes dels articles 14 i 14. En l'article 18 s'establia que l'estat central té la competència sobre les matèries no atribuïdes específicament en els seus estatuts, i les pot distribuir o transmetre mitjançant una llei. La potestat reglamentària de l'estat central es mantenia fins i tot als casos que les regions autònomes tenien solament la competència executiva. L'article 19 estableix que es poden establir lleis que harmonitzen els interessos locals amb els de la República, establint bases a les quals han d'estar sotmeses les disposicions legislatives de les regions autonòmiques. L'article 21 establia la prevalença del dret estatal sobre el regional en tot allò que no siga competència exclusiva establerta als estatuts d'autonomia.
Els estatuts d'autonomia tenien inexactituds formals respecte a l'exclusivitat en competències.

## Conflicte de competències
La llei reguladora de 14 de juny de 1933 regulava per als conflictes de competències que actuara el Tribunal Constitucional: les qüestions de competències legislatives (arts. 54 i següents), els conflictes d'atribucions entre autoritats administracions (art. 60 i següents) i a la resta de conflictes de competències al Capítol III del Títol V. També inclou la possibilitat d'impugnar per inconstitucionals les lleis regionals.